# 麥·西蒙
麥·西蒙（英語：Matt Simon，1986年7月21日—），是一名澳洲職業足球員，司職前鋒，現效力於澳職球會中岸水手。
早年曾長時間效力中岸水手，2012-13球季曾短暫效力南韓的全南天龍，後來返回水手效力。

## 外部連結
- 中岸水手官網 球員資料（页面存档备份，存于）
- soccerway的中岸水手資料庫（页面存档备份，存于）